# Piacenza Football Club 1985-1986
Questa voce raccoglie le informazioni riguardanti il Piacenza Football Club nelle competizioni ufficiali della stagione 1985-1986.

## Stagione
Nella stagione 1985-1986 il Piacenza, dopo la delusione per lo spareggio promozione perso a metà giugno, ha disputato il girone A del campionato di Serie C1, ottenendo con 45 punti il terzo posto in classifica alle spalle delle due promosse in Serie B, ovvero Parma e Modena, che hanno totalizzato 47 punti, di fatto lo stesso risultato della stagione scorsa. Il presidente Leonardo Garilli ha confermato l'allenatore Titta Rota, i nuovi arrivi sono stati il difensore Massimiliano Nardecchia arrivato dal Torino, dal Varese il libero Paolo Tomasoni convertito da Titta Rota a cursore di fascia, lo ripaga segnando 14 reti, 8 in campionato, 4 in Coppa Italia e 2 reti nel torneo Anglo Italiano, per l'attacco dal Genoa arriva Roberto Simonetta, ma il colpo grosso è l'acquisto dalla Spal di Beppe De Gradi regista di grandi capacità tecniche. Dopo due sconfitte nelle prime due giornate, il Piacenza si riprende, disputando un notevole campionato.
Nella Coppa Italia il Piacenza disputa il quinto girone di qualificazione, prima del campionato, si piazza all'ultimo posto nel girone, pareggiando al Galleana (1-1) contro il Verona scudettato.
Nella Coppa Italia di Serie C il Piacenza supera la Pro Vercelli nei sedicesimi di finale, trovando disco rosso negli ottavi, per mano del Modena. In aprile, vince il Torneo Anglo-Italiano, il Piacenza supera in semifinale gli inglesi dell'Woodford Town (4-0), poi in finale batte il Pontedera (5-1).

## Rosa
| N. |                   | Ruolo | Calciatore            |
| -- | ----------------- | ----- | --------------------- |
|    | Italia (bandiera) | D     | Claudio Azzali        |
|    | Italia (bandiera) | P     | Paolo Bordoni         |
|    | Italia (bandiera) | C     | Ivano Comba           |
|    | Italia (bandiera) | A     | Angelo Crialesi       |
|    | Italia (bandiera) | C     | Giuseppe De Gradi     |
|    | Italia (bandiera) | C     | Massimo De Solda      |
|    | Italia (bandiera) | D     | Stefano Fontana       |
|    | Italia (bandiera) | C     | Claudio Foscarini     |
|    | Italia (bandiera) | A     | Armando Madonna       |
|    | Italia (bandiera) | D     | Gian Paolo Manighetti |

| N. |                   | Ruolo | Calciatore              |
| -- | ----------------- | ----- | ----------------------- |
|    | Italia (bandiera) | D     | Giorgio Mastropasqua    |
|    | Italia (bandiera) | A     | Tommaso Maurizi         |
|    | Italia (bandiera) | A     | Vanni Moscon            |
|    | Italia (bandiera) | D     | Massimiliano Nardecchia |
|    | Italia (bandiera) | P     | Luca Pellini            |
|    | Italia (bandiera) | A     | Gianfranco Serioli      |
|    | Italia (bandiera) | A     | Roberto Simonetta       |
|    | Italia (bandiera) | C     | Giancarlo Snidaro       |
|    | Italia (bandiera) | C     | Antonio Tessariol       |
|    | Italia (bandiera) | D     | Paolo Tomasoni          |

## Risultati

### Serie C1

#### Girone di andata
| Arbitro: | Caprini (Perugia) |

|  |           |                 |
|  | Marcatori | 67’ D. Fontolan |

| Arbitro: | Acri (Novi Ligure) |

|                        |           |             |
| Corsi 65’ Del Nero 68’ | Marcatori | 69’ Madonna |

| Arbitro: | Nicchi (Arezzo) |

|                         |           |             |
| Madonna 51’ Snidaro 88’ | Marcatori | 69’ Scienza |

| Arbitro: | Barbaraci (Cagliari) |

|                   |           |                           |
| Lucchi 44’ (rig.) | Marcatori | 10’ Serioli 31’ Simonetta |

| Arbitro: | Ceccarini (Livorno) |

|               |           |  |
| Simonetta 27’ | Marcatori |  |

| Arbitro: | Lo Russo (Milano) |

|                        |           |  |
| Conti 35’ Lancetti 54’ | Marcatori |  |

| Arbitro: | Fiorenza (Siena) |

|                             |           |           |
| Manzi 6’ (aut.) Snidaro 50’ | Marcatori | 57’ Testa |

| Prato 10 novembre 1985 8ª giornata | Prato               | 0 – 0 | Piacenza | Stadio Lungobisenzio\| Arbitro: \| Satariano (Palermo) \| |
| Arbitro:                           | Satariano (Palermo) |       |          |                                                           |

| Piacenza 17 novembre 1985 9ª giornata | Piacenza            | 0 – 0 | Parma | Stadio Galleana\| Arbitro: \| Bailo (Novi Ligure) \| |
| Arbitro:                              | Bailo (Novi Ligure) |       |       |                                                      |

| Arbitro: | Gargiulo (Napoli) |

|                         |           |           |
| Serioli 8’ Tomasoni 33’ | Marcatori | 60’ Bacci |

| Arbitro: | Dal Forno (Ivrea) |

|               |           |              |
| D'Agostino 6’ | Marcatori | 30’ Tomasoni |

| Arbitro: | Bruni (Arezzo) |

|             |           |  |
| Rotella 50’ | Marcatori |  |

| Arbitro: | Vasselli (Roma) |

|                   |           |                    |
| Madonna 9’ (rig.) | Marcatori | 35’ (aut.) Bordoni |

| Arbitro: | Telegrafo (Taranto) |

|                      |           |  |
| Da Re 17’ Favaro 72’ | Marcatori |  |

| Arbitro: | Fiorenza (Siena) |

|                                        |           |                  |
| Tomasoni 45’ Foscarini 65’ Madonna 75’ | Marcatori | 84’ (rig.) Pozzi |

| Arbitro: | Arcovito (Messina) |

|                                     |           |                           |
| Benaglia 43’ Roccatagliata 57’, 65’ | Marcatori | 40’ Tomasoni 89’ De Gradi |

| Arbitro: | Di Cola (Avezzano) |

|             |           |  |
| Serioli 53’ | Marcatori |  |

#### Girone di ritorno
| Arbitro: | Scaramuzza (Mestre) |

|          |           |             |
| Elli 40’ | Marcatori | 27’ Serioli |

| Arbitro: | Da Ros (Treviso) |

|                          |           |  |
| Serioli 32’ De Gradi 57’ | Marcatori |  |

| Arbitro: | Beschin (Legnago) |

|  |           |             |
|  | Marcatori | 33’ Serioli |

| Arbitro: | Monni (Sassari) |

|             |           |  |
| Serioli 77’ | Marcatori |  |

| Arbitro: | Gargiulo (Napoli) |

|             |           |                                              |
| Fratena 88’ | Marcatori | 15’ De Gradi 56’ Serioli 82’ (aut.) Vulpiani |

| Arbitro: | Stafoggia (Pesaro) |

|                              |           |            |
| Oddone 20’ (aut.) Moscon 54’ | Marcatori | 57’ Oddone |

| Rimini 9 marzo 1986 24ª giornata | Rimini               | 0 – 0 | Piacenza | Stadio Romeo Neri\| Arbitro: \| Barbaraci (Cagliari) \| |
| Arbitro:                         | Barbaraci (Cagliari) |       |          |                                                         |

| Arbitro: | Conforti (Macerata) |

|                                   |           |                |
| Tomasoni 17’ Benedetti 59’ (aut.) | Marcatori | 90’ Marescalco |

| Parma 29 marzo 1986 26ª giornata | Parma              | 0 – 0 | Piacenza | Stadio Ennio Tardini\| Arbitro: \| Acri (Novi Ligure) \| |
| Arbitro:                         | Acri (Novi Ligure) |       |          |                                                          |

| Arbitro: | Frattin (Castelfranco Veneto) |

|                      |           |               |
| Bonifacio 68’ (rig.) | Marcatori | 64’ Simonetta |

| Arbitro: | Nicchi (Arezzo) |

|                            |           |               |
| Simonetta 48’ De Gradi 63’ | Marcatori | 47’ Ceccarini |

| Arbitro: | Da Ros (Treviso) |

|                                 |           |               |
| Madonna 68’ (rig.) Tomasoni 72’ | Marcatori | 35’ Bresciani |

| Arbitro: | Felicani (Bologna) |

|                              |           |              |
| Domini 43’ Frutti 57’ (rig.) | Marcatori | 9’ Simonetta |

| Arbitro: | Bailo (Novi Ligure) |

|                            |           |  |
| Simonetta 20’ Tomasoni 64’ | Marcatori |  |

| Arbitro: | Quartuccio (Torre Annunziata) |

|  |           |                    |
|  | Marcatori | 24’, 36’ Simonetta |

| Arbitro: | Nicchi (Arezzo) |

|                                       |           |            |
| Tomasoni 61’ Madonna 63’ De Gradi 88’ | Marcatori | 30’ Crotti |

| Fano 1º giugno 1986 34ª giornata | Fano              | 0 – 0 | Piacenza | Stadio Borgo Metauro\| Arbitro: \| Beschin (Legnago) \| |
| Arbitro:                         | Beschin (Legnago) |       |          |                                                         |

### Coppa Italia

#### Primo turno
| Arbitro: | Gava (Conegliano) |

|             |           |                  |
| Serioli 39’ | Marcatori | 23’, 82’ Zannoni |

| Arbitro: | Esposito (Torre del Greco) |

|                                      |           |                                            |
| Snidaro 45’ Crialesi 54’ Madonna 88’ | Marcatori | 23’ Progna 33’ Armenise 70’ Muro 82’ Kieft |

| Arbitro: | Tarallo (Como) |

|              |           |             |
| Galluzzo 13’ | Marcatori | 76’ Madonna |

| Arbitro: | Da Pozzo (Monza) |

|               |           |                  |
| Simonetta 58’ | Marcatori | 1’ Elkjær Larsen |

| Arbitro: | Ongaro (Rovigo) |

|                                      |           |              |
| De Vecchi 47’ (rig.) Piangerelli 82’ | Marcatori | 4’ Simonetta |

### Coppa Italia Serie C

#### Fase finale
| Arbitro: | Pegoretti (Trento) |

|                    |           |             |
| Madonna 69’ (rig.) | Marcatori | 84’ Riberto |

| Arbitro: | Lombardi (La Spezia) |

|              |           |                        |
| Solimeno 70’ | Marcatori | 26’ Moscon 42’ Serioli |

| Arbitro: | Ruffinengo (Savona) |

|                             |           |  |
| Da Re 67’ (rig.) Domini 78’ | Marcatori |  |

| Arbitro: | Strada (Abbiategrasso) |

|                           |           |             |
| Madonna 29’ Simonetta 54’ | Marcatori | 33’ Rabitti |

### Coppa Anglo-Italiana
| Arbitro: | Bruni (Arezzo) |

|                                               |           |  |
| Madonna 2’ Azzali 9’ Tomasoni 45’ Maurizi 61’ | Marcatori |  |

| Arbitro: | Caprini (Perugia) |

|                                                     |           |             |
| Snidaro 8’, 21’ De Gradi 24’ Tomasoni 33’ Comba 62’ | Marcatori | 58’ Maducci |